# 阿曼多·科里·雷森運動場
阿曼多·科里·雷森運動場（西班牙語：Estadio Armando "Kory" Leyson）是一座位於墨西哥錫那羅亞州瓜薩維的多用途運動場，主要用作足球比賽，並是當地足球會Diablos Azules de Guasave的主場。
運動場能容納9,000名觀眾。

## 外部連結
- （页面存档备份，存于）

25°34′56.5″N 108°28′42.5″W / 25.582361°N 108.478472°W